# Mikroregiony v Moravskoslezském kraji
Mikroregiony jsou regiony malého geografického měřítka. V Moravskoslezském kraji byly zakládány od roku 1992 a jejich celkový počet je 24.
| Název                                      | Sídlo                  | Okres                            | Účel |
| ------------------------------------------ | ---------------------- | -------------------------------- | --- |
| Dobrovolný svazek obcí Olešná              | Sviadnov               | Frýdek-Místek                    | Spolupráce v oblasti školství, kultury, tělovýchovy, sociální péče a zdravotnictví, rozvoje cestovního ruchu a ochrany životního prostředí |
| Mikroregion – Sdružení obcí Osoblažska     | Osoblaha               | Bruntál                          | Obnovení prosperity a rozvoj území Osoblažska |
| Mikroregion Hvozdnice                      | Dolní Životice         | Opava                            | Realizace strategického plánu trvale udržitelného rozvoje regionu svazku obcí a dalších aktivit v oblasti ekonomického rozvoje, rozvoje venkova, kvality života, rozvoje cestovního ruchu, rozvíjení kulturních a historických hodnot regionu, ochrany životního prostředí, propagace regionu a vytváření příznivých vnitřních a vnějších vztahů |
| Mikroregion Krnovsko                       | Krnov                  | Bruntál                          | Spolupráce členů svazku obcí při realizaci strategického plánu ekonomického rozvoje, rozvoje venkova, kvality života, ochrany životního prostředí, rozvoje cestovního ruchu, kulturních a historických hodnot regionu a propagace regionu |
| Mikroregion Matice Slezská                 | Háj ve Slezsku         | Opava, Ostrava-město             | Rozšíření, zlepšení a prohloubení hospodářské, kulturní a jiné spolupráce, koordinace projektů v obecní a podnikatelské sféře |
| Mikroregion Odersko                        | Odry                   | Nový Jičín                       | Vzájemná spolupráce, obnova a rozvoj venkovských sídel, rozvoj venkovské infrastruktury, rozvoj místního průmyslu, rozvoj zemědělství a ochrana životního prostředí, zviditelnění zájmového území rozvojem cestovního ruchu, spolupráce na destinačním managementu sub-regionu POODŘÍ                                                            |
| Mikroregion Opavsko – severozápad          | Úvalno                 | Opava, Bruntál                   | Všestranný rozvoj zájmového území |
| Mikroregion Žermanické a Těrlické přehrady | Soběšovice             | Frýdek-Místek, Karviná           | Prezentace oblasti, rozvoj turistiky, cestovního ruchu, rekreace, ekonomický rozvoj regionu |
| Quingburk                                  | Holčovice              | Bruntál                          | Realizace regionálního rozvoje, rozvoj cestovního ruchu |
| Region Poodří                              | Bartošovice            | Nový Jičín                       | Realizace aktivit ve venkovském prostoru s využitím společných rozvojových strategických dokumentů k podpoře udržitelného života na venkově |
| Region povodí Sedlnice                     | Ženklava               | Nový Jičín                       | Propagace regionu, poskytování si rychlé a účelné pomoci v případě katastrof a živelních pohrom, revitalizace toků |
| Region Slezská brána                       | Šenov                  | Frýdek-Místek, Ostrava-město     | Ochrana společných zájmů a zmnožení sil a prostředků při prosazování zájmů přesahujících svým rozsahem a významem každé účastnické město či obec, vzájemná spolupráce na společných projektech regionu, prezentace regionu |
| Sdružení měst a obcí povodí Ondřejnice     | Brušperk               | Frýdek-Místek, Nový Jičín        | Zlepšení ekonomické situace v mikroregionu Povodí Ondřejnice |
| Sdružení obcí Bílovecka                    | Bílovec                | Nový Jičín, Ostrava-město, Opava | Rozvoj území členských obcí, prosazování společných cílů |
| Sdružení obcí Hlučínska                    | Hlučín                 | Opava                            | Zlepšování a prohlubování hospodářské, kulturní a jiné spolupráce mezi členy |
| Sdružení obcí Jablunkovska                 | Jablunkov              | Frýdek-Místek                    | Spolupráce v oblasti rozvoje komunální sféry, školství, kultury, turistiky, sjednocování postupů při využívání prostředků z centrálních zdrojů |
| Sdružení obcí povodí Morávky               | Dobrá                  | Frýdek-Místek                    | Společné úsilí o získání dotací, podpor apod. za účelem zlepšení podmínek životního prostředí, rozvoje cestovního ruchu celé oblasti |
| Sdružení obcí povodí Stonávky              | Třanovice              | Frýdek-Místek                    | Spolupráce členů sdružení v oblasti rozvoje komunální sféry cestovního ruchu i ve všech ostatních oblastech působení obcí, a to na bázi vzájemně výhodné a nezištné spolupráce |
| Sdružení obcí Rýmařovska                   | Rýmařov                | Bruntál                          | Regionální rozvoj, podpora cestovního ruchu |
| Sdružení obcí Vrbenska                     | Vrbno pod Pradědem     | Bruntál                          | Rozvoj a podpora cestovního ruchu, rekreace, ekonomický rozvoj regionu |
| Svazek obcí Mikroregion Slezská Harta      | Bruntál                | Bruntál                          | Koordinace regionálního rozvoje, rozvoj cestovního ruchu |
| Svazek obcí mikroregionu Hlučínska         | Hlučín                 | Opava                            | Zlepšování a prohlubování hospodářské, kulturní a jiné spolupráce mezi členy |
| Venkovský mikroregion Moravice             | Vítkov                 | Opava                            | Vzájemná pomoc a koordinace při řešení problémů ve všech oblastech mikroregionu a příprava projektů pro získání podpory ze státních dotačních titulů a programů EU |
| Zájmové sdružení Frýdlantsko – Beskydy     | Frýdlant nad Ostravicí | Frýdek-Místek                    | Ochrana a prosazování společných zájmů, regionální spolupráce |